# Estimated time of arrival
Pour les articles homonymes, voir ETA (homonymie).

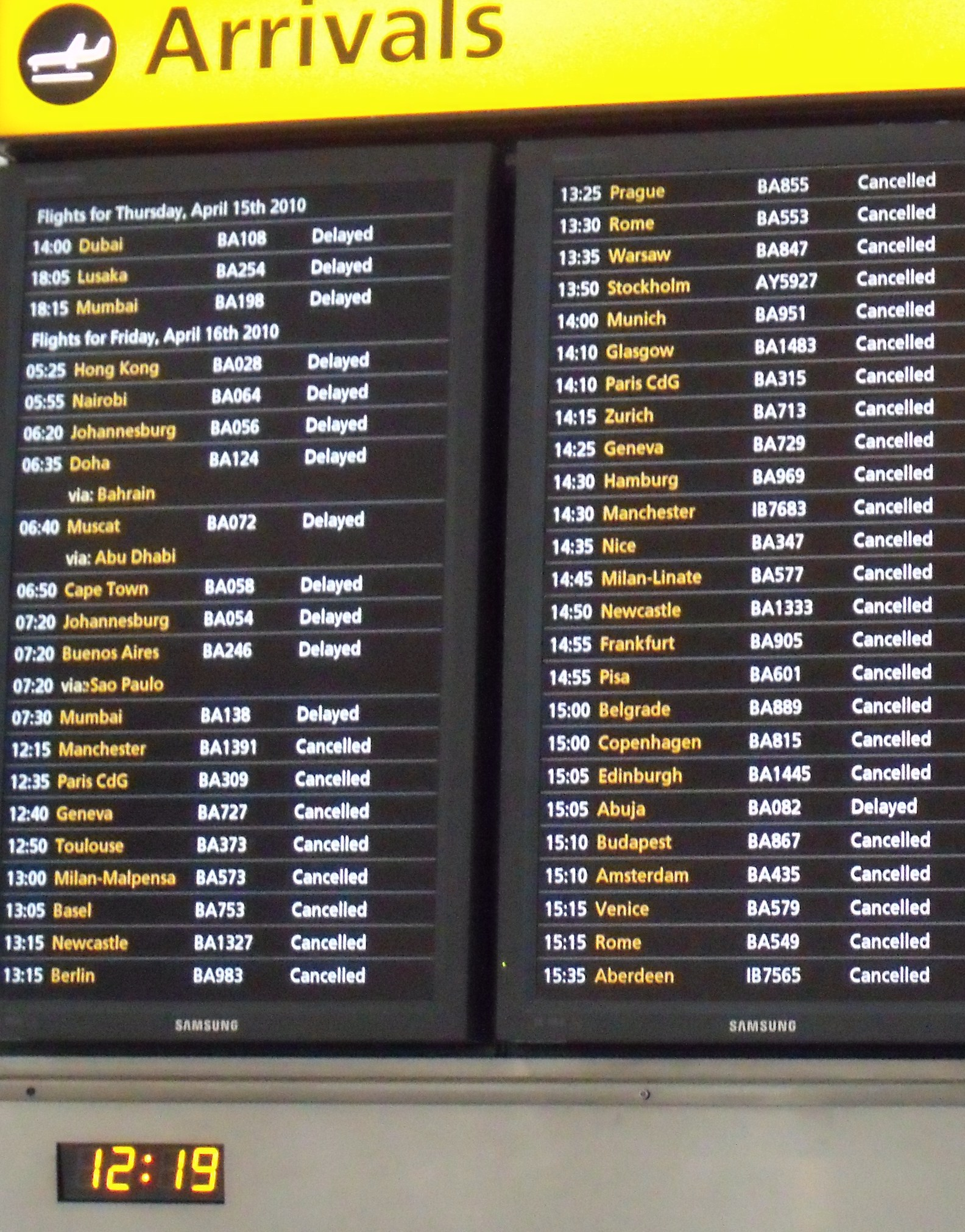
Tableau des arrivées à l'aéroport de Heathrow.

Dans le monde anglo-saxon, l'abréviation ETA signifie estimated time of arrival, ou heure d'arrivée prévue (HAP).
Ce terme est très souvent utilisé par les compagnies de fret et de transport de colis express. Par convention, l'ETA est donné dans l'heure locale du destinataire.
Il est également utilisé en informatique dans certains logiciels lors de l'exécution de tâches plus ou moins longues, ainsi que dans les systèmes GPS pour indiquer l'heure d'arrivée. 
En ce qui concerne l'informatique, une possible traduction en français de Estimated Time of Arrival est « Temps Estimé pour la Résolution » (TER) ou  «Date Estimée pour la Résolution » (DER)  . Cette information indique le temps restant pour arriver à la résolution d'un processus (le temps restant d'un téléchargement par exemple). Il peut également permettre aux clients d'anticiper la résolution d'un problème technique ou l'arrivée d'une nouvelle fonctionnalité.

## Sources